# Actio Pauliana
L'Actio Pauliana è un'azione utile ovvero inserita dal pretore nell'editto per tutelare una situazione altrimenti iniqua secondo ius civile, e fittizia ovvero per rendere effettiva l'azione iure civili il pretore inseriva una finzione grazie alla quale il giudice avrebbe potuto considerare un fatto giudicando equamente.
Quest'azione in particolare era esperibile dal creditore contro il debitore inadempiente che, tramite mancipatio di uno schiavo, in frode allo stesso creditore tentava di diminuire il suo patrimonio in modo che il creditore, una volta avvenuta la venditio bonorum del patrimonio del debitore, non avrebbe avuto nulla, o quasi, su cui rivalersi. Il pretore quindi, fingendo che la mancipatio (che secondo ius civile il debitore avrebbe potuto fare), non sia mai accaduta ordina la restituzione dello schiavo al creditore.
Nel diritto moderno è sinonimo di azione revocatoria ordinaria (art. 2901 e segg. del codice civile).